# Colobothea obtusa
Colobothea obtusa là một loài bọ cánh cứng trong họ Cerambycidae.